# 輕騎兵旅的衝鋒
轻骑兵旅的衝锋（Charge of the Light Brigade）指在1854年10月25日的克里米亚战争巴拉克拉瓦战役中，由卡迪根伯爵带领英军轻骑兵向俄军发起的衝锋。当时，英军总指挥拉格倫男爵（Lord Raglan）派遣轻骑兵夺取战线附近正在撤退的俄军大砲，通讯人员却错误传达了他的命令，仅装备马刀的轻骑兵因此在易守难攻的地形上，正面衝向准备充足的俄军砲兵。轻骑旅在猛烈的火力下，成功衝入砲兵阵地，但因为伤亡惨重，在達隆維爾指揮的法軍騎兵旅掩護下撤退。在战鬥中，英军付出了沉重的代价，引以為傲的輕騎兵團幾近全滅却没能換來任何戰略利益。丁尼生男爵为此写下了叙事诗《輕騎兵的衝鋒》，在字裡行间中突出了轻骑兵的英勇，诗作亦成为这场衝锋受後人铭记的原因。至於各界对通讯人员的批评，则存在一定争议，因为拉格伦男爵下达的命令本身模糊不清，十分容易造成误解，最终引致严重后果。